# Liste der Monuments historiques in Beaugeay
Die Liste der Monuments historiques in Beaugeay führt die Monuments historiques in der französischen Gemeinde Beaugeay auf.

## Liste der Objekte
Zum Verständnis siehe: Kirchenausstattung
| Bezeichnung                      | Beschreibung                      | Standort                        | Kennzeichnung | Schutzstatus | Datum | Bild |
| -------------------------------- | --------------------------------- | ------------------------------- | ------------- | ------------ | ----- | ---- |
| Altar mit Tabernakel und Retabel | Holz, bemalt, 18./19. Jahrhundert | in der Kirche St-Germain (Lage) | PM17001715    | Inscrit      | 1992  |      |
| Chorschranke                     | Holz, 19. Jahrhundert             | in der Kirche St-Germain (Lage) | PM17001716    | Inscrit      | 1992  |      |